# Aliança Franco-Russa

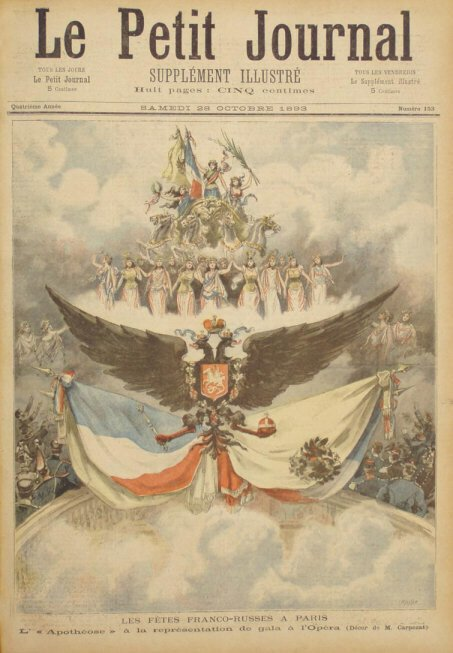

A Aliança franco-russa foi uma aliança militar entre a Terceira República Francesa e o Império Russo que decorreu de 1892 a 1917. A aliança terminou com o isolamento diplomático da França e prejudicou a supremacia do Império Alemão na Europa. 
A Tríplice Aliança de 1882 formada pela Alemanha, Áustria-Hungria e Itália havia deixado a Rússia vulnerável, enquanto a França tinha sido diplomaticamente isolada desde a sua derrota em 1870 na Guerra Franco-Prussiana e as subsequentes políticas de Otto von Bismarck. Apesar das divergências políticas entre a França, uma república, e a Rússia, uma monarquia absoluta, as relações entre os dois países melhoraram rapidamente. 
Desde 1888, a Rússia obteve empréstimos baratos de Paris, o que foi essencial para reconstruir tecnologicamente o deficiente aparato militar russo. Em 1891, a Frota francesa visitou a base naval russa em Kronstadt e foi calorosamente saudada pelo imperador Alexandre III. A visita marcou a primeira vez em que o "La Marseillaise" foi tocado em uma ocasião oficial na Rússia. Reproduzi-lo anteriormente teria sido um crime.
O novo imperador alemão Guilherme II, após a destituição de Bismarck, supervisionou uma mudança na direção da política externa alemã. O Tratado de Resseguro com a Rússia foi cancelado em 1890, apesar dos pedidos russos para renová-lo. Depois de extensas negociações, a aliança franco-russa foi redigida 17 de agosto de 1892. Tornou-se definitiva em 4 de janeiro de 1894. A aliança durou enquanto a Tríplice Aliança existiu. 
A Aliança franco-russa, juntamente com a Entente anglo-russa e da Entente Cordiale formou a chamada Tríplice Entente entre o Reino Unido, França e Rússia.

## Ligações Externas
- The original text of the agreement